# My Early Life
My Early Life (título no Brasil: Minha Mocidade; título em Portugal: A minha juventude;), também conhecido nos Estados Unidos como A Roving Commission: My Early Life (Uma Comissão Errante: Os Meus Primeiros Anos), é um livro autobiográfico de Winston Churchill publicado em 1930 e que conta a sua vida desde o seu nascimento em 1874 até aproximadamente 1904.
Uma parcela significativa do livro cobre as suas experiências na Segunda Guerra Boer de 1899 a 1902 que ele havia anteriormente descrito em De Londres a Ladysmith via Pretória (1900) e Ian Hamilton's March (A Marcha de Ian Hamilton) (1900). Também inclui descrições de outras campanhas sobre as quais tinha escrito anteriormente: The River War (1899), relativa à reconquista do Sudão e The Story of the Malakand Field Force (1898) no que é hoje o Paquistão. O livro começa descrevendo a sua infância e os tempos de escola e delineia o contexto para os relatos referidos antes.

## Enquadramento

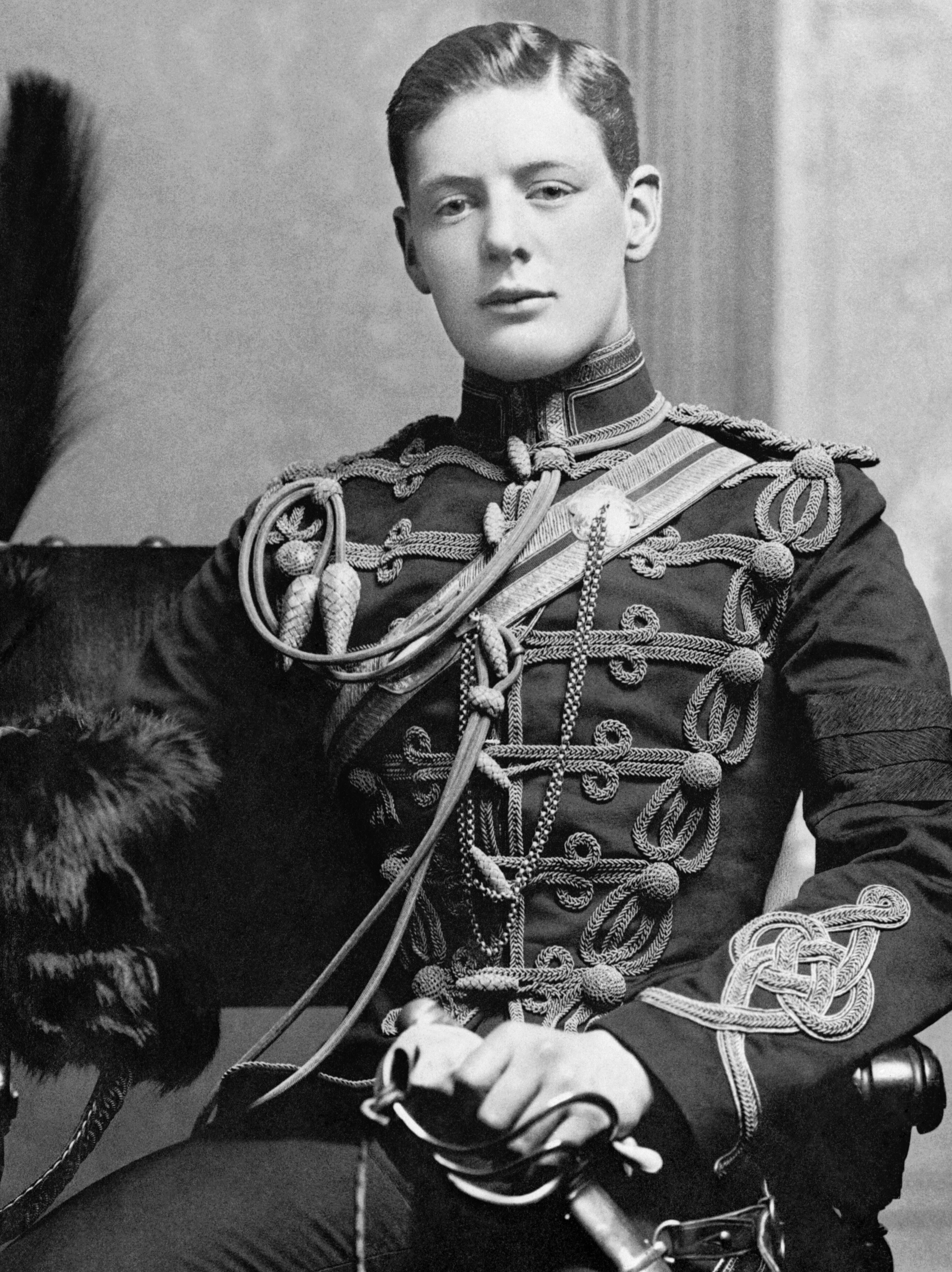
Churchill aos 21 anos de idade como oficial subalterno do 4º regimento de Hussardos, em 1895

Na introdução é referido que Churchill tentou escrever o livro com a sua perspectiva da época dos acontecimentos, mas contém comentários sobre os acontecimentos diferentes dos descritos nos outros livros, muitos dos quais foram originalmente escritos como colunas de opinião em jornais da época. Na perspectiva de quando escreveu em 1930, ele observa que “desenhou um quadro de uma época desaparecida”. O livro também refere uma observação pelo embaixador francês na Grã-Bretanha entre 1900 e 1920, que durante este período ocorrera uma revolução silenciosa que substituíra totalmente a classe dominante da Grã-Bretanha.
O livro foi publicado após as eleições gerais no Reino Unido de 1929 em que o Partido Conservador foi derrotado e, consequentemente, Churchill saiu do governo. Passou então a ocupar-se na escrita de vários livros, que, juntamente com as palestras em público, foram a principal fonte de rendimento ao longo da sua vida. No entanto, a maior parte de Os Meus Primeiros Anos foi escrita durante as férias parlamentares no verão de 1928. Ele escreveu a Stanley Baldwin, "Tive um mês delicioso a construir uma casa de campo e a ditar um livro: 200 tijolos e 2 000 palavras por dia."
Na primeira edição inglesa publicada por Thornton Butterworth em outubro de 1930 foram vendidos 11 200 exemplares, e a edição americana publicada por Charles Scribner's Sons vendeu 6 600. Scribner intitulou o livro com o nome do seu subtítulo no Reino Unido, Uma Comissão Errante. Foi traduzido em treze línguas. Tem sido considerado por alguns como o seu melhor livro e uma das obras mais notáveis do século XX. Isto porque foi escrito deliberadamente para ser muito mais curto do que os seus livros habituais, com um ligeiro sentido de humor e uma intenção de entreter. Contém um certo nível de auto-caricatura juntamente com críticas de outras pessoas com que se cruzou. Ao contrário de alguns dos seus outros trabalhos, neste não procurou demonstrar uma ideia determinada.
O livro inclui uma observação feita após a morte da sua ama. Escreveu ele que "Ela foi a minha mais querida e íntima amizade durante todos os vinte anos que vivi."

## Capítulos
- 1. Childhood (Infância)
- 2. Harrow
- 3. Examinations (Exames)
- 4. Sandhurst
- 5. The Fourth Hussars
- 6. Cuba
- 7. Hounslow
- 8. India
- 9. Education at Bangalore (Formação em Bangalore)
- 10. The Malakand Field Force (no atual Paquistão)
- 11. The Mamund Valley
- 12. The Tirah Expedition
- 13. A Difficulty with Kitchener
- 14. The Eve of Omdurman (A véspera de Ondurmã, no atual Sudão)
- 15. The Sensations of a Cavalry Charge (As sensações de uma carga de cavalaria)
- 16. I Leave the Army (Deixar o exército)
- 17. Oldham
- 18. With Buller to the Cape (Com Buller até ao Cabo)
- 19. The Armoured Train (O comboio blindado na atual África do Sul)
- 20. In Durance Vile
- 21. I Escape from the Boers-I (Fuga dos Boers-I)
- 22. I Escape from the Boers-II (Fuga dos Boers-II)
- 23. Back to the Army (Voltar ao Exército)
- 24. Spion Kop
- 25. The Relief of Ladysmith (O alívio de Ladysmith)
- 26. In the Orange Free State (No estado livre de Orange)
- 27. Johannesburg and Pretoria
- 28. The Khaki Election
- 29. The House of Commons

## Filme
O filme Young Winston de 1972 dirigido por Richard Attenborough foi baseado nesta obra de Churchill.

## História da publicação
- Thornton Butterworth: Londres, 1930.
- Charles Scribner's sons: Nova York, 1930.

### Tradução em português
- Os Meus Primeiros Anos; Editoraː Guerra & Paz, Edição ou reimpressão: 2008; ISBN 9789898014948
- Minha Mocidade; Editoraː Nova Fronteira; ISBNː 8520926584, 9788520926581; Num. págsː 424 páginas